# Mistrzostwa Rumunii w piłce nożnej mężczyzn
Mistrzostwa Rumunii w piłce nożnej (rum. Campioantul de Fotbal al României) – rozgrywki piłkarskie, prowadzone cyklicznie – corocznie lub co sezonowo (na przełomie dwóch lat kalendarzowych) – mające na celu wyłonienie najlepszej męskiej drużyny w Rumunii.

## Historia
Mistrzostwa Rumunii w piłce nożnej rozgrywane są od 1909 roku. Obecnie rozgrywki odbywają się w wielopoziomowych ligach: Liga I, Liga II, Liga III oraz niższych klasach.
26 kwietnia 1902 roku w Timiszoarze powstał pierwszy rumuński klub piłkarski FC Timișoara, w 1904 – ASC Olympia Bukareszt, potem następne. Po założeniu rumuńskiej federacji piłkarskiej – FRF (zwaną wtedy Stowarzyszeniem Towarzystw Sportowych w Rumunii (rum. ASAR – Asociațiunea Societăților Atletice din România) w 1909 roku, rozpoczął się proces zorganizowania pierwszych oficjalnych Mistrzostw Rumunii. Pierwsza edycja startowała w sezonie 1909/10 – końcowe mecze pierwszych piłkarskich mistrzostw odbyły się w grudniu 1909 i w styczniu 1910 roku w Bukareszcie. Trzy pionierskie kluby to Olympia i Colentina z Bukaresztu oraz United z Ploiești. Każda drużyna grała mecze z innymi dwoma klubami, a Olympia București została koronowana na mistrza kraju. W następnych latach turniej został zorganizowany w grupach regionalnych, a zwycięzcy każdej z grup uczestniczących w play-off, a ewentualni zwycięzcy zostali ogłoszeni mistrzami. Od 1909 do 1921 roku mistrzostwa zostały zorganizowane jako rozgrywki pucharowe, a zwycięzca otrzymywał tytuł mistrza Rumunii, z wyjątkiem lat 1916–1919, kiedy to mistrzostwa zawieszono z powodu I wojny światowej.
W sezonie 1921/22 organizowano Mistrzostwa Rumunii. Do 1932 zespoły walczyli w grupach regionalnych, a potem zwycięzcy grup systemem pucharowym wyłaniały mistrza kraju. W sezonie 1932/33 po raz pierwszy wystartowały rozgrywki w Divizia A. W sezonach 1932/33 i 1933/34 zespoły zostały najpierw podzielone na 2 grupy, a potem odbywał się mecz finałowy pomiędzy najlepszymi drużynami, dopiero od sezonu 1934/35 rozgrywki odbywały się w jedynej lidze.
Rozgrywki zawodowej Ligi I zainaugurowano w sezonie 2006/07.

## Mistrzowie i pozostali medaliści
| Sezon                             | K | K | T  | Mistrz                     | Wicemistrz                   | III miejsce                  | Br. | Król strzelców                                                                                              | Uwagi                                  |
| Campionatul de Fotbal al României |   |   |    |                            |                              |                              |     | |                                        |
| 1909/10                           |   |   | 1  | Olympia Bukareszt          | Colentina Bukareszt          | United Ploeszti              | ?   | ? | 3 kluby                                |
| 1910/11                           |   |   | 2  | Olympia Bukareszt          | United Ploeszti              | Colentina Bukareszt          | ?   | ? | 3 kluby                                |
| 1911/12                           |   |   | 1  | United Ploeszti            | Olympia Bukareszt            | Colentina Bukareszt          | ?   | ? | 3 kluby                                |
| 1912/13                           |   |   | 1  | Colentina Bukareszt        | Cercul Atletic Bukareszt     | Bukarester FC                | ?   | ? | 6 klubów                               |
| 1913/14                           |   |   | 2  | Colentina Bukareszt        | Bukarester FC                | Cercul Atletic Bukareszt     | ?   | ? | 4 kluby                                |
| 1914/15                           |   |   | 1  | Româno-Americană Bukareszt | Prahova Ploeszti             | Bukarester FC                | ?   | ? | 6 klubów                               |
| 1915/16                           |   |   | 1  | Prahova Ploeszti           | Bukarester FC                | Colțea Bukareszt             | ?   | ? | 4 kluby                                |
| 1916–1919                         |   |   |    |                            |                              |                              |     | | nie rozgrywano przez I wojnę światową  |
| 1919/20                           |   |   | 1  | Venus Bukareszt            | Unirea Tricolor Bukareszt    | Colțea Bukareszt             | ?   | ? | 4 kluby                                |
| 1920/21                           |   |   | 2  | Venus Bukareszt            | Colțea Bukareszt             | Unirea Tricolor Bukareszt    | ?   | ? | 6 klubów                               |
| 1921/22                           |   |   | 1  | Chinezul Timișoara         | Victoria Kluż-Napoka         | AMEF Arad                    | ?   | ? | ? klubów, 7 gr., play-off              |
| 1922/23                           |   |   | 2  | Chinezul Timișoara         | Victoria Kluż-Napoka         | Venus Bukareszt              | ?   | ? | ? klubów, 8 gr., play-off              |
| 1923/24                           |   |   | 3  | Chinezul Timișoara         | IC Oradea                    | Mureșul Târgu Mureș          | ?   | ? | ? klubów, 9 gr., play-off              |
| 1924/25                           |   |   | 4  | Chinezul Timișoara         | Jiul Petroszany              | Jahn Czerniowce              | ?   | ? | ? klubów, 10 gr., play-off             |
| 1925/26                           |   |   | 5  | Chinezul Timișoara         | Juventus Bukareszt           | Vagonul Arad                 | ?   | ? | ? klubów, 11 gr., play-off             |
| 1926/27                           |   |   | 6  | Chinezul Timișoara         | Colțea Braszów               | Unirea Tricolor Bukareszt    | ?   | ? | ? klubów, 10 gr., play-off             |
| 1927/28                           |   |   | 1  | Colțea Braszów             | Jiul Lupeni                  | Mihai Viteazul Kiszyniów     | ?   | ? | ? klubów, 12 gr., play-off             |
| 1928/29                           |   |   | 3  | Venus Bukareszt            | Victoria Kluż-Napoka         | Banatul Timișoara            | ?   | ? | ? klubów, 12 gr., play-off             |
| 1929/30                           |   |   | 1  | Juventus Bukareszt         | Gloria Arad                  | Universitatea Kluż-Napoka    | ?   | ? | ? klubów, 12 gr., play-off             |
| 1930/31                           |   |   | 1  | UDR Reșița                 | SG Sibiu                     | Prahova Ploeszti             | ?   | ? | ? klubów, 5 gr., play-off              |
| 1931/32                           |   |   | 4  | Venus Bukareszt            | UDR Reșița                   | Mureșul Târgu Mureș          | ?   | ? | ? klubów, 5 gr., play-off              |
| 1932/33                           |   |   | 1  | Ripensia Timișoara         | CFR Bukareszt                | Crișana Oradea               | 16  | Ștefan Dobay (Ripensia Timișoara)                                                                           | 14 klubów, 2 gr., finał                |
| 1933/34                           |   |   | 5  | Venus Bukareszt            | Crișana Oradea               | Universitatea Kluż-Napoka    | 25  | Ștefan Dobay (Ripensia Timișoara)                                                                           | 16 klubów, 2 gr., finał                |
| 1934/35                           |   |   | 2  | Ripensia Timișoara         | IC Oradea                    | Venus Bukareszt              | 24  | Ștefan Dobay (Ripensia Timișoara)                                                                           | 12 klubów                              |
| 1935/36                           |   |   | 3  | Ripensia Timișoara         | AMEF Arad                    | Juventus Bukareszt           | 23  | Ștefan Barbu (CFR Bukareszt)                                                                                | 12 klubów                              |
| 1936/37                           |   |   | 6  | Venus Bukareszt            | Rapid Bukareszt              | Ripensia Timișoara           | 21  | Ștefan Dobay (Ripensia), Traian Iordache (Unirea Tricolor Bukareszt)                                        | 12 klubów                              |
| 1937/38                           |   |   | 4  | Ripensia Timișoara         | AMEF Arad                    | Victoria Kluż-Napoka         | 22  | Árpád Thierjung (Chinezul Timișoara)                                                                        | 20 klubów, 2 gr., finał                |
| 1938/39                           |   |   | 7  | Venus Bukareszt            | Ripensia Timișoara           | AMEF Arad                    | 21  | Adalbert Marksteiner (Ripensia Timișoara)                                                                   | 12 klubów                              |
| 1939/40                           |   |   | 8  | Venus Bukareszt            | Rapid Bukareszt              | Sportul Studențesc Bukareszt | 21  | István Avar (Rapid Bukareszt)                                                                               | 12 klubów                              |
| 1940/41                           |   |   | 1  | Unirea Tricolor Bukareszt  | Rapid Bukareszt              | Ripensia Timișoara           | 21  | Ion Bogdan (Rapid Bukareszt), Valeriu Niculescu (Unirea Tricolor Bukareszt)                                 | 13 klubów                              |
| 1941–1946                         |   |   |    |                            |                              |                              |     | | nie rozgrywano przez II wojnę światową |
| 1946/47                           |   |   | 1  | UT Arad                    | Carmen Bukareszt             | CFR Timișoara                | 26  | Ladislau Bonyhádi (ITA Arad)                                                                                | 14 klubów                              |
| 1947/48                           |   |   | 2  | UT Arad                    | CFR Timișoara                | CFR Bukareszt                | 49  | Ladislau Bonyhádi (ITA Arad)                                                                                | 16 klubów                              |
| 1948/49                           |   |   | 1  | IC Oradea                  | CFR Bukareszt                | Jiul Petroszany              | 24  | Gheorghe Váczi (IC Oradea)                                                                                  | 14 klubów                              |
| 1950                              |   |   | 3  | UT Arad                    | Locomotiva Bukareszt         | Știința Timișoara            | 18  | Andrei Rădulescu (Locomotiva Bukareszt)                                                                     | 12 klubów                              |
| 1951                              |   |   | 1  | CCA Bukareszt              | Dinamo Bukareszt             | IC Oradea                    | 23  | Gheorghe Váczi (Progresul Oradea)                                                                           | 12 klubów                              |
| 1952                              |   |   | 2  | CCA Bukareszt              | Dinamo Bukareszt             | CA Câmpulung Moldovenesc     | 17  | Titus Ozon (Dinamo Bukareszt)                                                                               | 12 klubów                              |
| 1953                              |   |   | 3  | CCA Bukareszt              | Dinamo Bukareszt             | UT Arad                      | 12  | Titus Ozon (Dinamo Bukareszt)                                                                               | 12 klubów                              |
| 1954                              |   |   | 4  | UT Arad                    | CCA Bukareszt                | Dinamo Bukareszt             | 20  | Alexandru Ene (Dinamo Bukareszt)                                                                            | 14 klubów                              |
| 1955                              |   |   | 1  | Dinamo Bukareszt           | Flacăra Ploeszti             | Progresul Bukareszt          | 13  | Ion Ciosescu (Știința Timișoara)                                                                            | 13 klubów                              |
| 1956                              |   |   | 4  | CCA Bukareszt              | Dinamo Bukareszt             | Știința Timișoara            | 18  | Ion Alecsandrescu (CCA Bukareszt)                                                                           | 13 klubów                              |
| 1957/58                           |   |   | 2  | Petrolul Ploeszti          | CCA Bukareszt                | Știința Timișoara            | 21  | Ion Ciosescu (Știința Timișoara)                                                                            | 12 klubów                              |
| 1958/59                           |   |   | 3  | Petrolul Ploeszti          | Dinamo Bukareszt             | CCA Bukareszt                | 17  | Gheorghe Ene (Rapid Bukareszt)                                                                              | 12 klubów                              |
| 1959/60                           |   |   | 5  | CCA Bukareszt              | FC Braszów                   | Petrolul Ploeszti            | 20  | Gheorghe Constantin (CCA Bukareszt)                                                                         | 12 klubów                              |
| 1960/61                           |   |   | 6  | CCA Bukareszt              | Dinamo Bukareszt             | Rapid Bukareszt              | 22  | Gheorghe Constantin (CCA Bukareszt)                                                                         | 14 klubów                              |
| 1961/62                           |   |   | 2  | Dinamo Bukareszt           | Petrolul Ploeszti            | Progresul Bukareszt          | 24  | Gheorghe Constantin (Steaua Bukareszt)                                                                      | 14 klubów                              |
| 1962/63                           |   |   | 3  | Dinamo Bukareszt           | Steaua Bukareszt             | Știința Timișoara            | 20  | Ion Ionescu (Rapid Bukareszt)                                                                               | 15 klubów                              |
| 1963/64                           |   |   | 4  | Dinamo Bukareszt           | Rapid Bukareszt              | Steaua Bukareszt             | 19  | Constantin Frățilă (Dinamo Bukareszt), Cornel Pavlovici (Steaua Bukareszt)                                  | 14 klubów                              |
| 1964/65                           |   |   | 5  | Dinamo Bukareszt           | Rapid Bukareszt              | Steaua Bukareszt             | 18  | Mihai Adam (Știința Cluj)                                                                                   | 14 klubów                              |
| 1965/66                           |   |   | 4  | Petrolul Ploeszti          | Rapid Bukareszt              | Dinamo Bukareszt             | 24  | Ion Ionescu (Rapid Bukareszt)                                                                               | 14 klubów                              |
| 1966/67                           |   |   | 1  | Rapid Bukareszt            | Dinamo Bukareszt             | Universitatea Krajowa        | 17  | Ion Oblemenco (Universitatea Krajowa)                                                                       | 14 klubów                              |
| 1967/68                           |   |   | 7  | Steaua Bukareszt           | Argeș Pitești                | Dinamo Bukareszt             | 15  | Mihai Adam (U Cluj)                                                                                         | 14 klubów                              |
| 1968/69                           |   |   | 5  | UT Arad                    | Dinamo Bukareszt             | Rapid Bukareszt              | 22  | Florea Dumitrache (Dinamo Bukareszt)                                                                        | 16 klubów                              |
| 1969/70                           |   |   | 6  | UT Arad                    | Rapid Bukareszt              | Steaua Bukareszt             | 19  | Ion Oblemenco (Universitatea Krajowa)                                                                       | 16 klubów                              |
| 1970/71                           |   |   | 6  | Dinamo Bukareszt           | Rapid Bukareszt              | Steaua Bukareszt             | 15  | Constantin Moldoveanu (Poli Iași), Florea Dumitrache (Dinamo Bukareszt), Gheorghe Tătaru (Steaua Bukareszt) | 16 klubów                              |
| 1971/72                           |   |   | 1  | Argeș Pitești              | UT Arad                      | Universitatea Kluż-Napoka    | 20  | Ion Oblemenco (Universitatea Krajowa)                                                                       | 16 klubów                              |
| 1972/73                           |   |   | 7  | Dinamo Bukareszt           | Universitatea Krajowa        | Argeș Pitești                | 21  | Ion Oblemenco (Universitatea Krajowa)                                                                       | 16 klubów                              |
| 1973/74                           |   |   | 1  | Universitatea Krajowa      | Dinamo Bukareszt             | FC Braszów                   | 23  | Mihai Adam (CFR Cluj)                                                                                       | 18 klubów                              |
| 1974/75                           |   |   | 8  | Dinamo Bukareszt           | ASA Târgu Mureș              | Universitatea Krajowa        | 33  | Dudu Georgescu (Dinamo Bukareszt)                                                                           | 18 klubów                              |
| 1975/76                           |   |   | 8  | Steaua Bukareszt           | Dinamo Bukareszt             | ASA Târgu Mureș              | 31  | Dudu Georgescu (Dinamo Bukareszt)                                                                           | 18 klubów                              |
| 1976/77                           |   |   | 9  | Dinamo Bukareszt           | Steaua Bukareszt             | Universitatea Krajowa        | 47  | Dudu Georgescu (Dinamo Bukareszt)                                                                           | 18 klubów                              |
| 1977/78                           |   |   | 9  | Steaua Bukareszt           | Argeș Pitești                | Politehnica Timișoara        | 24  | Dudu Georgescu (Dinamo Bukareszt)                                                                           | 18 klubów                              |
| 1978/79                           |   |   | 2  | Argeș Pitești              | Dinamo Bukareszt             | Steaua Bukareszt             | 22  | Marin Radu (FC Argeș)                                                                                       | 18 klubów                              |
| 1979/80                           |   |   | 2  | Universitatea Krajowa      | Steaua Bukareszt             | Argeș Pitești                | 24  | Septimiu Câmpeanu (U Cluj)                                                                                  | 18 klubów                              |
| 1980/81                           |   |   | 3  | Universitatea Krajowa      | Dinamo Bukareszt             | Argeș Pitești                | 28  | Marin Radu (FC Argeș)                                                                                       | 18 klubów                              |
| 1981/82                           |   |   | 10 | Dinamo Bukareszt           | Universitatea Krajowa        | Corvinul Hunedoara           | 20  | Anghel Iordănescu (Steaua Bukareszt)                                                                        | 18 klubów                              |
| 1982/83                           |   |   | 11 | Dinamo Bukareszt           | Universitatea Krajowa        | Sportul Studențesc Bukareszt | 20  | Petre Grosu (FC Bihor Oradea)                                                                               | 18 klubów                              |
| 1983/84                           |   |   | 12 | Dinamo Bukareszt           | Steaua Bukareszt             | Universitatea Krajowa        | 20  | Marcel Coraș (Sportul Studențesc Bukareszt)                                                                 | 18 klubów                              |
| 1984/85                           |   |   | 10 | Steaua Bukareszt           | Dinamo Bukareszt             | Sportul Studențesc Bukareszt | 20  | Gheorghe Hagi (Sportul Studențesc Bukareszt)                                                                | 18 klubów                              |
| 1985/86                           |   |   | 11 | Steaua Bukareszt           | Sportul Studențesc Bukareszt | Universitatea Krajowa        | 31  | Gheorghe Hagi (Sportul Studențesc Bukareszt)                                                                | 18 klubów                              |
| 1986/87                           |   |   | 12 | Steaua Bukareszt           | Dinamo Bukareszt             | Victoria Bukareszt           | 44  | Rodion Cămătaru (Dinamo Bukareszt)                                                                          | 18 klubów                              |
| 1987/88                           |   |   | 13 | Steaua Bukareszt           | Dinamo Bukareszt             | Victoria Bukareszt           | 34  | Victor Pițurcă (Steaua Bukareszt)                                                                           | 18 klubów                              |
| 1988/89                           |   |   | 14 | Steaua Bukareszt           | Dinamo Bukareszt             | Victoria Bukareszt           | 43  | Dorin Mateuț (Dinamo Bukareszt)                                                                             | 18 klubów                              |
| 1989/90                           |   |   | 13 | Dinamo Bukareszt           | Steaua Bukareszt             | Universitatea Krajowa        | 19  | Gavril Balint (Steaua Bukareszt)                                                                            | 18 klubów                              |
| 1990/91                           |   |   | 4  | Universitatea Krajowa      | Steaua Bukareszt             | Dinamo Bukareszt             | 24  | Ovidiu Cornel Hanganu (Corvinul Hunedoara)                                                                  | 18 klubów                              |
| 1991/92                           |   |   | 14 | Dinamo Bukareszt           | Steaua Bukareszt             | Electroputere Krajowa        | 21  | Gábor Gerstenmájer (Dinamo Bukareszt)                                                                       | 18 klubów                              |
| 1992/93                           |   |   | 15 | Steaua Bukareszt           | Dinamo Bukareszt             | Universitatea Krajowa        | 24  | Ilie Dumitrescu (Steaua Bukareszt)                                                                          | 18 klubów                              |
| 1993/94                           |   |   | 16 | Steaua Bukareszt           | Universitatea Krajowa        | Dinamo Bukareszt             | 21  | Gheorghe Craioveanu (Universitatea Krajowa)                                                                 | 18 klubów                              |
| 1994/95                           |   |   | 17 | Steaua Bukareszt           | Universitatea Krajowa        | Dinamo Bukareszt             | 27  | Gheorghe Craioveanu (Universitatea Krajowa)                                                                 | 18 klubów                              |
| 1995/96                           |   |   | 18 | Steaua Bukareszt           | National Bukareszt           | Rapid Bukareszt              | 25  | Ion Vlădoiu (Steaua Bukareszt)                                                                              | 18 klubów                              |
| 1996/97                           |   |   | 19 | Steaua Bukareszt           | National Bukareszt           | Dinamo Bukareszt             | 31  | Sabin Ilie (Steaua Bukareszt)                                                                               | 18 klubów                              |
| 1997/98                           |   |   | 20 | Steaua Bukareszt           | Rapid Bukareszt              | Argeș Pitești                | 22  | Constantin Barbu (FC Argeș), Vasile Oană (Gloria Bistrița)                                                  | 18 klubów                              |
| 1998/99                           |   |   | 2  | Rapid Bukareszt            | Dinamo Bukareszt             | Steaua Bukareszt             | 28  | Ionel Ganea (Gloria Bistrița)                                                                               | 18 klubów                              |
| 1999/00                           |   |   | 15 | Dinamo Bukareszt           | Rapid Bukareszt              | Steaua Bukareszt             | 20  | Marian Savu (FC Național Bukareszt)                                                                         | 18 klubów                              |
| 2000/01                           |   |   | 21 | Steaua Bukareszt           | Dinamo Bukareszt             | FC Braszów                   | 20  | Marius Niculae (Dinamo Bukareszt)                                                                           | 16 klubów                              |
| 2001/02                           |   |   | 16 | Dinamo Bukareszt           | National Bukareszt           | Rapid Bukareszt              | 17  | Cătălin Cursaru (FCM Bacău)                                                                                 | 16 klubów                              |
| 2002/03                           |   |   | 3  | Rapid Bukareszt            | Steaua Bukareszt             | Gloria Bistrița              | 21  | Claudiu Răducanu (Steaua Bukareszt)                                                                         | 16 klubów                              |
| 2003/04                           |   |   | 17 | Dinamo Bukareszt           | Steaua Bukareszt             | Rapid Bukareszt              | 21  | Ionel Dănciulescu (Dinamo Bukareszt)                                                                        | 16 klubów                              |
| 2004/05                           |   |   | 22 | Steaua Bukareszt           | Dinamo Bukareszt             | Rapid Bukareszt              | 21  | Gheorghe Bucur (Sportul Studențesc Bukareszt), Claudiu Niculescu (Dinamo Bukareszt)                         | 16 klubów                              |
| 2005/06                           |   |   | 23 | Steaua Bukareszt           | Rapid Bukareszt              | Dinamo Bukareszt             | 22  | Ionuț Mazilu (Sportul Studențesc Bukareszt)                                                                 | 16 klubów                              |
| 2006/07                           |   |   | 18 | Dinamo Bukareszt           | Steaua Bukareszt             | CFR 1907 Kluż-Napoka         | 18  | Claudiu Niculescu (Dinamo Bukareszt)                                                                        | 18 klubów                              |
| 2007/08                           |   |   | 1  | CFR 1907 Kluż-Napoka       | Steaua Bukareszt             | Rapid Bukareszt              | 21  | Ionel Dănciulescu (Dinamo Bukareszt)                                                                        | 18 klubów                              |
| 2008/09                           |   |   | 1  | Unirea Urziceni            | Politehnica Timișoara        | Dinamo Bukareszt             | 17  | Gheorghe Bucur (FC Timișoara), Florin Costea (Universitatea Krajowa)                                        | 18 klubów                              |
| 2009/10                           |   |   | 2  | CFR 1907 Kluż-Napoka       | Unirea Urziceni              | FC Vaslui                    | 16  | Andrei Cristea (Dinamo Bukareszt)                                                                           | 18 klubów                              |
| 2010/11                           |   |   | 1  | Oțelul Gałacz              | Politehnica Timișoara        | FC Vaslui                    | 18  | Ianis Zicu (FC Timișoara)                                                                                   | 18 klubów                              |
| 2011/12                           |   |   | 3  | CFR 1907 Kluż-Napoka       | FC Vaslui                    | Steaua Bukareszt             | 27  | Wesley Lopes da Silva (FC Vaslui)                                                                           | 18 klubów                              |
| 2012/13                           |   |   | 24 | Steaua Bukareszt           | Pandurii Târgu Jiu           | Petrolul Ploeszti            | 21  | Raul Rusescu (Steaua Bukareszt)                                                                             | 18 klubów                              |
| 2013/14                           |   |   | 25 | Steaua Bukareszt           | Astra Giurgiu                | Petrolul Ploeszti            | 14  | Liviu Antal (FC Vaslui)                                                                                     | 18 klubów                              |
| 2014/15                           |   |   | 26 | Steaua Bukareszt           | ASA 2013 Târgu Mureș         | CFR 1907 Kluż-Napoka         | 18  | Grégory Tadé (CFR 1907)                                                                                     | 18 klubów                              |
| 2015/16                           |   |   | 1  | Astra Giurgiu              | Steaua Bukareszt             | Pandurii Târgu Jiu           | 19  | Ioan Hora (Pandurii Târgu Jiu)                                                                              | 14 klubów, 2 rundy                     |
| 2016/17                           |   |   | 1  | Viitorul Konstanca         | Steaua Bukareszt             | Dinamo Bukareszt             | 16  | Azdren Llullaku (Gaz Metan Mediaș)                                                                          | 14 klubów, 2 rundy                     |
| 2017/18                           |   |   | 4  | CFR 1907 Kluż-Napoka       | FCSB Bukareszt               | Universitatea Krajowa        | 15  | George Țucudean (CFR 1907)                                                                                  | 14 klubów, 2 rundy                     |
| 2018/19                           |   |   | 5  | CFR 1907 Kluż-Napoka       | FCSB Bukareszt               | Viitorul Konstanca           | 18  | George Țucudean (CFR 1907)                                                                                  | 14 klubów, 2 rundy                     |
| 2019/20                           |   |   | 6  | CFR 1907 Kluż-Napoka       | Universitatea Krajowa        | Astra Giurgiu                | 18  | Gabriel Iancu (Viitorul Konstanca)                                                                          | 14 klubów, 2 rundy                     |
| 2020/21                           |   |   | 7  | CFR 1907 Kluż-Napoka       | FCSB Bukareszt               | Universitatea Krajowa        | 24  | Florin Tănase (FCSB Bukareszt)                                                                              | 16 klubów, 2 rundy                     |
| 2021/22                           |   |   | 8  | CFR 1907 Kluż-Napoka       | FCSB Bukareszt               | Universitatea Krajowa        | 20  | Florin Tănase (FCSB Bukareszt)                                                                              | 16 klubów, 2 rundy                     |
| 2022/23                           |   |   | 1  | Farul Konstanca            | FCSB Bukareszt               | CFR 1907 Kluż-Napoka         | 22  | Marko Dugandžić (Rapid Bukareszt)                                                                           | 16 klubów, 2 rundy                     |
| 2023/24                           |   |   | 27 | FCSB Bukareszt             | CFR 1907 Kluż-Napoka         | Universitatea Krajowa        | 18  | Florinel Coman (FCSB Bukareszt) Philip Otele (CFR 1907)                                                     | 16 klubów, 2 rundy                     |
| 2024/25                           |   |   | 28 | FCSB Bukareszt             | CFR 1907 Kluż-Napoka         | Universitatea Krajowa        | 23  | Louis Munteanu (CFR 1907)                                                                                   | 16 klubów, 2 rundy                     |

## Statystyka

### Klasyfikacja według klubów
W dotychczasowej historii Mistrzostw Rumunii na podium oficjalnie stawało w sumie 54 drużyn. Liderem klasyfikacji jest FCSB (Steaua) Bukareszt, która zdobyła 27 tytułów mistrzowskich.
Stan po zakończeniu sezonu 2024/25
| Lp. | Klub                         | Miejsca na podium | Miejsca na podium | Miejsca na podium | Zwycięskie sezony |    |   | |
| --- | ---------------------------- | ----------------- | ----------------- | ----------------- | --- | -- | - | --- |
| Lp. | Klub                         | 1.                | FCSB Bukareszt    | 28                | Zwycięskie sezony | 20 | 9 | 1951, 1952, 1953, 1956, 1959/60, 1960/61, 1967/68, 1975/76, 1977/78, 1984/85, 1985/86, 1986/87, 1987/88, 1988/89, 1992/93, 1993/94, 1994/95, 1995/96, 1996/97, 1997/98, 2000/01, 2004/05, 2005/06, 2012/13, 2013/14, 2014/15, 2023/24, 2024/25 |
| 2.  | Dinamo Bukareszt             | 18                | 20                | 10                | 1955, 1961/62, 1962/63, 1963/64, 1964/65, 1970/71, 1972/73, 1974/75, 1976/77, 1981/82, 1982/83, 1983/84, 1989/90, 1991/92, 1999/00, 2001/02, 2003/04, 2006/07 |    |   | |
| 3.  | CFR 1907 Kluż-Napoka         | 8                 | 2                 | 3                 | 2007/08, 2009/10, 2011/12, 2017/18, 2018/19, 2019/20, 2020/21, 2021/22                                                                                        |    |   | |
| 4.  | Venus Bukareszt              | 8                 | 0                 | 2                 | 1919/20, 1920/21, 1928/29, 1931/32, 1933/34, 1936/37, 1938/39, 1939/40                                                                                        |    |   | |
| 5.  | UT Arad                      | 6                 | 1                 | 1                 | 1946/47, 1947/48, 1950, 1954, 1968/69, 1969/70 |    |   | |
| 6.  | Chinezul Timișoara           | 6                 | 0                 | 0                 | 1921/22, 1922/23, 1923/24, 1924/25, 1925/26, 1926/27 |    |   | |
| 7.  | Universitatea Krajowa        | 4                 | 6                 | 12                | 1973/74, 1979/80, 1980/81, 1990/91 |    |   | |
| 8.  | Petrolul Ploeszti            | 4                 | 3                 | 4                 | 1929/30, 1957/58, 1958/59, 1965/66 |    |   | |
| 9.  | Rapid Bukareszt              | 3                 | 14                | 8                 | 1966/67, 1998/99, 2002/03 |    |   | |
| 10. | Ripensia Timișoara           | 3                 | 1                 | 2                 | 1932/33, 1934/35, 1935/36, 1937/38 |    |   | |
| 11. | Argeș Pitești                | 2                 | 2                 | 4                 | 1971/72, 1978/79 |    |   | |
| 12. | Colentina Bukareszt          | 2                 | 1                 | 2                 | 1912/13, 1913/14 |    |   | |
| 13. | Olympia Bukareszt            | 2                 | 0                 | 0                 | 1909/10, 1910/11 |    |   | |
| 14. | IC Oradea                    | 1                 | 2                 | 1                 | 1948/49 |    |   | |
| 15. | Unirea Tricolor Bukareszt    | 1                 | 1                 | 2                 | 1940/41 |    |   | |
| 16. | Astra Giurgiu                | 1                 | 1                 | 1                 | 2015/16 |    |   | |
| 16. | Prahova Ploeszti             | 1                 | 1                 | 1                 | 1915/16 |    |   | |
| 16. | United Ploeszti              | 1                 | 1                 | 1                 | 1911/12 |    |   | |
| 19. | Colțea Braszów               | 1                 | 1                 | 0                 | 1927/28 |    |   | |
| 19. | UDR Reșița                   | 1                 | 1                 | 0                 | 1930/31 |    |   | |
| 19. | Unirea Urziceni              | 1                 | 1                 | 0                 | 2008/09 |    |   | |
| 22. | Viitorul Konstanca           | 1                 | 0                 | 1                 | 2016/17 |    |   | |
| 23. | Farul Konstanca              | 1                 | 0                 | 0                 | 2022/23 |    |   | |
| 23. | Oțelul Gałacz                | 1                 | 0                 | 0                 | 2010/11 |    |   | |
| 23. | Româno-Americană Bukareszt   | 1                 | 0                 | 0                 | 1914/15 |    |   | |
| 26. | National Bukareszt           | 0                 | 3                 | 2                 | |    |   | |
| 26. | Bukarester FC                | 0                 | 3                 | 2                 | |    |   | |
| 28. | Victoria Kluż-Napoka         | 0                 | 3                 | 1                 | |    |   | |
| 29. | Politehnica Timișoara        | 0                 | 2                 | 5                 | |    |   | |
| 30. | Vagonul Arad                 | 0                 | 2                 | 3                 | |    |   | |
| 31. | Sportul Studențesc Bukareszt | 0                 | 1                 | 3                 | |    |   | |
| 32. | Colțea Bukareszt             | 0                 | 1                 | 2                 | |    |   | |
| 32. | FC Braszów                   | 0                 | 1                 | 2                 | |    |   | |
| 32. | FC Vaslui                    | 0                 | 1                 | 2                 | |    |   | |
| 35. | ASA Târgu Mureș              | 0                 | 1                 | 1                 | |    |   | |
| 35. | CFR Timișoara                | 0                 | 1                 | 1                 | |    |   | |
| 35. | Crișana Oradea               | 0                 | 1                 | 1                 | |    |   | |
| 35. | Jiul Petroszany              | 0                 | 1                 | 1                 | |    |   | |
| 35. | Pandurii Târgu Jiu           | 0                 | 1                 | 1                 | |    |   | |
| 40. | ASA 2013 Târgu Mureș         | 0                 | 1                 | 0                 | |    |   | |
| 40. | Carmen Bukareszt             | 0                 | 1                 | 0                 | |    |   | |
| 40. | Gloria Arad                  | 0                 | 1                 | 0                 | |    |   | |
| 40. | Jiul Lupeni                  | 0                 | 1                 | 0                 | |    |   | |
| 40. | SG Sibiu                     | 0                 | 1                 | 0                 | |    |   | |
| 45. | Victoria Bukareszt           | 0                 | 0                 | 3                 | |    |   | |
| 45. | Universitatea Kluż-Napoka    | 0                 | 0                 | 3                 | |    |   | |
| 47. | Cercul Atletic Bukareszt     | 0                 | 0                 | 1                 | |    |   | |
| 47. | Banatul Timișoara            | 0                 | 0                 | 1                 | |    |   | |
| 47. | Câmpulung Moldovenesc        | 0                 | 0                 | 1                 | |    |   | |
| 47. | Corvinul Hunedoara           | 0                 | 0                 | 1                 | |    |   | |
| 47. | Electroputere Krajowa        | 0                 | 0                 | 1                 | |    |   | |
| 47. | Gloria Bistrița              | 0                 | 0                 | 1                 | |    |   | |
| 47. | Jahn Czerniowce              | 0                 | 0                 | 1                 | |    |   | |
| 47. | Mihai Viteazul Kiszyniów     | 0                 | 0                 | 1                 | |    |   | |
| 47. | Mureșul Târgu Mureș          | 0                 | 0                 | 1                 | |    |   | |

### Klasyfikacja według miast
Siedziby klubów: Stan po zakończeniu sezonu 2024/25.
| Miasto      | Liczba tytułów | Kluby |
| ----------- | -------------- | --- |
| Bukareszt   | 63             | FCSB (Steaua) (28), Dinamo (18), Venus (8), Rapid (3), Colentina (2), Olympia (2), Unirea Tricolor (1), Româno-Americană (1) |
| Timișoara   | 10             | Chinezul Timișoara (6), Ripensia Timișoara (4)                                                                               |
| Kluż-Napoka | 8              | CFR 1907 Kluż-Napoka (8) |
| Arad        | 6              | UT Arad (6) |
| Ploeszti    | 6              | Petrolul Ploeszti (4), United Ploeszti (1), Prahova Ploeszti (1)                                                             |
| Krajowa     | 4              | Universitatea Krajowa (4) |
| Konstanca   | 2              | Farul Konstanca (1), Viitorul Konstanca (1)                                                                                  |
| Pitești     | 2              | Argeș Pitești (2) |
| Oradea      | 1              | CA Oradea (1) |
| Braszów     | 1              | Colțea Braszów (1) |
| Giurgiu     | 1              | Astra Giurgiu (1) |
| Reșița      | 1              | UDR Reșița (1) |
| Urziceni    | 1              | Unirea Urziceni (1) |
| Gałacz      | 1              | Oțelul Gałacz (1) |

## Uczestnicy
Jest 131 zespołów, które wzięło udział w 105 ligowych Mistrzostwach Rumunii, które były prowadzone od 1909/10 aż do sezonu 2024/25 łącznie. Żaden z zespołów nie był zawsze obecny w każdej edycji.
Pogrubione zespoły biorące udział w sezonie 24/25.
- 77 razy: FCSB (Steaua) Bukareszt
- 75 razy: Dinamo Bukareszt
- 70 razy: Rapid Bukareszt
- 63 razy: Universitatea Kluż
- 52 razy: FC Brașov
- 49 razy: Petrolul Ploeszti
- 47 razy: Argeș Pitești
- 46 razy: Farul Konstanca
- 43 razy: Politehnica Timișoara
- 42 razy: FCM Bacău, Jiul Petroszany
- 38 razy: CS Universitatea Krajowa
- 36 razy: Sportul Studențesc Bukareszt
- 32 razy: Progresul Bukareszt
- 30 razy: CFR 1907 Cluj
- 29 razy: Oțelul Gałacz
- 24 razy: Politehnica Jassy
- 22 razy: Gloria Bystrzyca
- 21 razy: ASA Târgu Mureș, FC U Craiova 19481
- 18 razy: Bihor Oradea, CA Oradea, Ceahlăul Piatra Neamț, CSM Școlar Reșița
- 17 razy: Astra Giurgiu, Corvinul Hunedoara
- 16 razy: Gaz Metan Mediaș, Venus Bukareszt
- 14 razy: Juventus Bukareszt, FC Politehnica Jassy2, Unirea Tricolor Bukareszt
- 13 razy: Chinezul Timișoara, Victoria Kluż
- 12 razy: FC Botoșani, Pandurii Târgu Jiu
- 11 razy: CFR Timișoara, Gloria Arad, Olt Scornicești, Vagonul Arad
- 10 razy: Chimia Râmnicu Vâlcea, CS Târgu Mureș
- 9 razy: Crișana Oradea, FC Vaslui, Olimpia Satu Mare, Ripensia Timișoara, FC Voluntari
- 8 razy: Concordia Chiajna, Gloria Buzău, Inter Sybin, Sepsi Sfântu Gheorghe, Viitorul Konstanca
- 7 razy: Colentina Bukareszt, Dacia Unirea Brăila, FCM Baia Mare, FCM Târgoviște, Șoimii Sybin, UTA Arad
- 6 razy: Brașovia Braszów, Chindia Târgoviște, FC Hermannstadt, Olympia Bukareszt, Prahova Ploeszti
- 5 razy: ACS Poli Timișoara, ASA 2013 Târgu Mureș, Bukarester FK, Dunărea Gałacz, Electroputere Krajowa, Minerul Lupeni, Stăruința Oradea, Tricolor Ploeszti, Unirea Urziceni, Victoria Bukareszt
- 4 razy: Colțea Braszów, Colțea Bukareszt, Flacăra Moreni, Hermannstädter Turnverein, Mihai Viteazul Kiszyniów, CS Mioveni, United Ploeszti
- 3 razy: Academica Clinceni, CAM Timișoara, Dacia Vasile Alecsandri Gałacz, Dragoș Vodă Czerniowce, Foresta Fălticeni, Makkabi Czerniowce, Mureșul Târgu Mureș, Phoenix Baia Mare, Polonia Czerniowce, Unirea Alba Iulia
- 2 razy: CA Câmpulung Moldovenesc, Cercul Atletic Bukareszt, Ciocanul Bukareszt, Concordia Jassy, Craiovan Krajowa, FC Craiova, FC Onești, Fulgerul CFR Kiszyniów, Gloria CFR Gałacz, Metalul Câmpia Turzii, Oltenia Krajowa, Oltul Slatina, Rocar Bukareszt, Siderurgistul Gałacz, Voința Sybin
- 1 raz: Avântul Reghin, Banatul Timișoara, Carmen Bukareszt, CSM Suczawa, CFR Braszów, Clubul Gimnastic Târgu Mureș, Corona 2010 Braszów, Dunărea Călărași, CS Otopeni, CS Turnu Severin, Dermata Kluż, Educația Fizică Bukareszt, Excelsior Bukareszt, Ferar Kluż, Generala Krajowa, Hakoah Czerniowce, Înțelegerea Oradea, Internațional Curtea de Argeș, Juventus Bukareszt, Metalochimic Bukareszt, Mica Brad, Româno-Americană Bukareszt, Săgeata Năvodari, Societatea de Gimnastică Arad, Societatea Sportivă Sybin, UM Timișoara, Unirea Slobozia, Uniunea Sportivă Bukareszt, Victoria Brănești, Victoria Jassy, Viitorul Bukareszt, Vulturii Textila Lugoj.

Uwagi:

1 FC U Craiova 1948 rozgrywała mecze jako FC Universitatea Krajowa.
2 FC Politehnica Jassy rozgrywała mecze jako CSMS Jassy, CSM Politehnica Jassy.